# Hexe Lilli – Der Drache und das magische Buch
Hexe Lilli – Der Drache und das magische Buch ist ein deutscher, teils animierter Kinderfilm (nach dem gleichnamigen Buch von Knister) mit österreichischer, spanischer und italienischer Koproduktion von Regisseur Stefan Ruzowitzky aus dem Jahr 2009. Der Film wurde 2011 mit Hexe Lilli – Die Reise nach Mandolan von Harald Sicheritz und 2017 mit Hexe Lilli rettet Weihnachten von Wolfgang Groos fortgesetzt.

## Handlung
Lilli, ein junges Mädchen, findet eines Tages den kleinen tollpatschigen Drachen Hektor, der durch das Fenster geflogen kam, gemeinsam mit einem Zauberbuch in ihrem Zimmer. Er hat das Buch gerade noch vor dem bösen Zauberer Hieronymus retten können, der es der alten Hexe Surulunda stehlen wollte. Zudem sucht Surulunda dringend eine Nachfolgerin, Lilli muss dem Drachen also innerhalb von 99 Stunden beweisen, dass sie eine würdige Superhexe ist. Hierzu muss sie Hieronymus besiegen, der das Zauberbuch mittlerweile gestohlen hat und versucht, eine Weltbeherrschungsmaschine zu bauen.

## Produktion
Der Film wurde von den deutschen Produktionsgesellschaften blue eyes Fiction und Trixter Film in Koproduktion mit der Studio Babelsberg AG sowie der deutschen Niederlassung von Walt Disney (Buena Vista International Germany) hergestellt. Ebenfalls an der Produktion beteiligt waren die österreichische Dor Film (deutsche Niederlassung Dor Film West) sowie die spanische Steinweg Emotion Pictures und die italienische Classic.
Gedreht wurde der Film bereits im Sommer 2007 im Raum Berlin, in Wien und in Niederösterreich. Der Hauptteil der Dreharbeiten fand in der brandenburgischen Landeshauptstadt Potsdam statt, unter anderem in Ateliers von Studio Babelsberg, im Holländischen Viertel in der Innenstadt, am Havelhaus im ehemals kaiserlichen Park Babelsberg sowie am Schloss Marquardt im Norden der Stadt.
Der Film erhielt Förderungen durch die deutsche Filmförderungsanstalt, den deutschen Filmförderfonds, das Medienboard Berlin-Brandenburg, das österreichische Filminstitut, den Filmfonds Wien, den FilmFernsehFonds Bayern, den Bayrischen Bankenfonds sowie aus dem i2i-Topf des europäischen MEDIA-Programmes.

## Rezeption

### Kritiken
Die OÖN schreibt am 21. Februar 2009, dass der Film ein liebenswertes wie actionreiches Filmvergnügen sei, dessen eingestreute, slapstickhafte Komik auch Größere zu verhexen vermag.
Christina Krisch schrieb am 19. Februar 2009 in der Kronen-Zeitung, dass die Realverfilmung des Kinderbuchklassikers, in dessen Mittelpunkt das bezaubernde sommersprossige Gör Lilli stehe, ein innovativer Hokuspokus sei, der auch Erwachsene begeistern würde.

„Unter der Patronanz von Disney überließ man in der europäischen Koproduktion nichts dem Zufall und mischte lauter erfolgversprechende Zutaten zusammen: Regie führte mit Stefan Ruzowitzky ein frischgebackener Oscargewinner, der Massen begeisternde Kabarettist Michael Mittermeier synchronisiert den dickbäuchigen Drachen – eine animierte Figur im sonstigen Realfilm -, ein internationaler Cast, darunter die spanische Diva Pilar Bardem (Mutter von Javier Bardem) als Lillis Vorgängerin Surulunda, sichert die Anbindung an mehrere Verwertungsmärkte.
Das Resultat ist weniger heterogen, als man bei dieser kalkulierten Mischkulanz vermuten würde. Das liegt einerseits an einem geradlinigen Drehbuch, dessen Genreform Ruzowitzky in Interviews treffend als »Bond für Volksschüler« bezeichnet hat und das über entsprechend flotte Aktionseinlagen, etwa in Wackelhäusern, verfügt.“

### Kinoauswertung
Der Kinoverleih in Deutschland, Österreich und der Schweiz, wo der Film jeweils am 19. Februar 2009 startete, erfolgt durch die Walt Disney Studios. Die Weltvertriebsrechte liegen bei Telepool.
In Deutschland startete der Film auf Platz 1 der Kinocharts mit 283.171 Besuchern in das Eröffnungswochenende. In Österreich startete der Film mit 85 Kopien als zweiterfolgreichster Film des Eröffnungswochenendes (20. bis 22. Februar) in den Kinos und erreichte 33.072 Besucher (hinter Der Ja-Sager mit 46.191). In der Deutschschweiz erreichte der Film in der ersten ganzen Spielwoche (19. bis 25. Februar) 6.684, was den 8. Rang in den Kinocharts bedeutet. Insgesamt zählte der Film bis 25. Februar in der Deutschschweiz 7.051 Besucher.

## Auszeichnungen
2009 erhielt der Film eine Nominierung für den Deutschen Filmpreis in der Kategorie Bester Kinder- und Jugendfilm.
Beim Deutschen Kinder-Medien-Festival Goldener Spatz 2009 wurden Regisseur Stefan Ruzowitzky mit dem Sonderpreis des Thüringer Ministeriums für Bau, Landesentwicklung und Medien, Hauptdarstellerin Alina Freund mit dem Goldenen Spatzen in der Kategorie „Beste Darstellerin“ und dem Kinder-Medien-Preis Der weiße Elefant in der Kategorie „Nachwuchsdarsteller“ ausgezeichnet.
Die Deutsche Film- und Medienbewertung FBW in Wiesbaden verlieh dem Film das Prädikat besonders wertvoll.